# Лолита Миљавска
Лолита Марковна Миљавска (рус. Лоли́та Ма́рковна Миля́вская, рођена Горелик (рус. Горе́лик); Мукачево, 14. новембар 1963), познатија као Лолита, руска је певачица, глумица и телевизијска водитељка.

## Дискографија

### Студијски албуми
- (2000)
- (2003)
- (2005)
- (2007)
- (2007)
- (2008)
- (2014)
- (2018)

### Компилације
- (2009)
- (2010)
- (2010)
- (2015)

### Видео албуми
- (2005)
- (2007)
- (2009)